# Мохаммад аль-Башир
Мухаммад аль-Башир (араб. محمد البشير, трансліт. Muḥammad al-Bashīr; нар. 1983) — сирійський інженер, політик, 70-й прем'єр-міністр Сирії, 10 грудня 2024 року після падіння уряду Башар аль-Асада він очолив перехідний уряд Сирії. Міністр енергетики Сирії з 29 березня 2025 року.
З 13 січня 2024 року аль-Башир вже обіймав посаду прем'єр-міністра Уряду порятунку Сирії, квазідержави, заснованої сунітською ісламістською організацією Хайят Тахрір аш-Шам.

## Біографія
Аль-Башир народився в 1983 році в селі Машун, розташованому в регіоні Джабаль-Завія провінції Ідліб. У 2007 році закінчив університет Алеппо за спеціальністю електротехніка. До 2011 року Аль-Башир став керівником відділу точних приладів на газовому заводі Сирійської газової компанії.
Після початку громадянської війни в Сирії він став директором Освітнього інституту Аль-Амаль, який надавав освіту дітям, які постраждали від війни. У 2021 році він здобув ступінь з шаріату та права в Університеті Ідліб, а також сертифікати з адміністративної організації та управління проєктами.

## Політична кар'єра
До призначення на посаду міністра аль-Башир два з половиною роки обіймав посаду директора відділу ісламської освіти в Міністерстві Уряду спасіння. Після цього він обіймав посаду заступника директора, а потім директора з питань асоціації в Міністерстві розвитку та гуманітарних питань. У період з 2022 по 2023 рік аль-Башир обіймав посаду міністра розвитку та гуманітарних питань в кабінеті Алі Кеди.
У січні 2024 року Рада Уряду Спасіння проголосувала за обрання аль-Башира прем'єр-міністром. Його адміністрація знизила плату за нерухомість, послабила правила планування і розпочала консультації щодо розширення плану зонування міста Ідліб. 5 березня 2024 року на тлі демонстрацій проти Хаят Тахрір аш-Шам (ХТШ) в Ідлібі та настання Рамадану аль-Башир підписав указ про амністію ув'язнених, які не були засуджені за тяжкі злочини.
Наприкінці листопада 2024 року Командування військових операцій під керівництвом ХТШ за підтримки повстанців Сирійської національної армії, яких підтримує Туреччина, розпочало наступ на північному заході Сирії, що призвело до захоплення Алеппо та значного збільшення територій, контрольованих Урядом порятунку. На прес-конференції аль-Башир заявив, що наступ було розпочато у відповідь на напади сирійських урядових військ на мирних жителів, які, як він стверджував, призвели до переміщення «десятків тисяч» мирних жителів. 4 грудня 2024 року аль-Башир вирушив до Алеппо, щоб проконтролювати відновлення роботи державних установ, похваляючи працівників попереднього уряду, які повернулися на роботу.
9 грудня 2024 року, після падіння режиму Асада в результаті зустрічі з лідером ХТШ Абу Мохаммадом аль-Джулані та сирійським прем'єр-міністром Мохаммадом Газі аль-Джалалі, який покидає посаду, щоб узгодити передачу влади, аль-Баширу було доручено сформувати перехідний уряд. Наступного дня йому було офіційно доручено очолити перехідний уряд до 1 березня 2025 року.
29 березня 2025 року був призначений міністром енергетики Сирії в новому уряді.